# Sophie-Charlotte-Platz (métro de Berlin)
Sophie-Charlotte-Platz est une station du métro en zone A de Berlin, située sous Kaiserdamm dans le quartier de Berlin-Charlottenburg.
La station est nommée en hommage à Sophie-Charlotte de Hanovre.

## Situation
Sur la ligne 2, Sophie-Charlotte-Platz est la 24e station à 13,3 km du terminus nord-est Pankow et la 6e station à 4,6 km du terminus ouest Ruhleben.

## Galerie de photographies

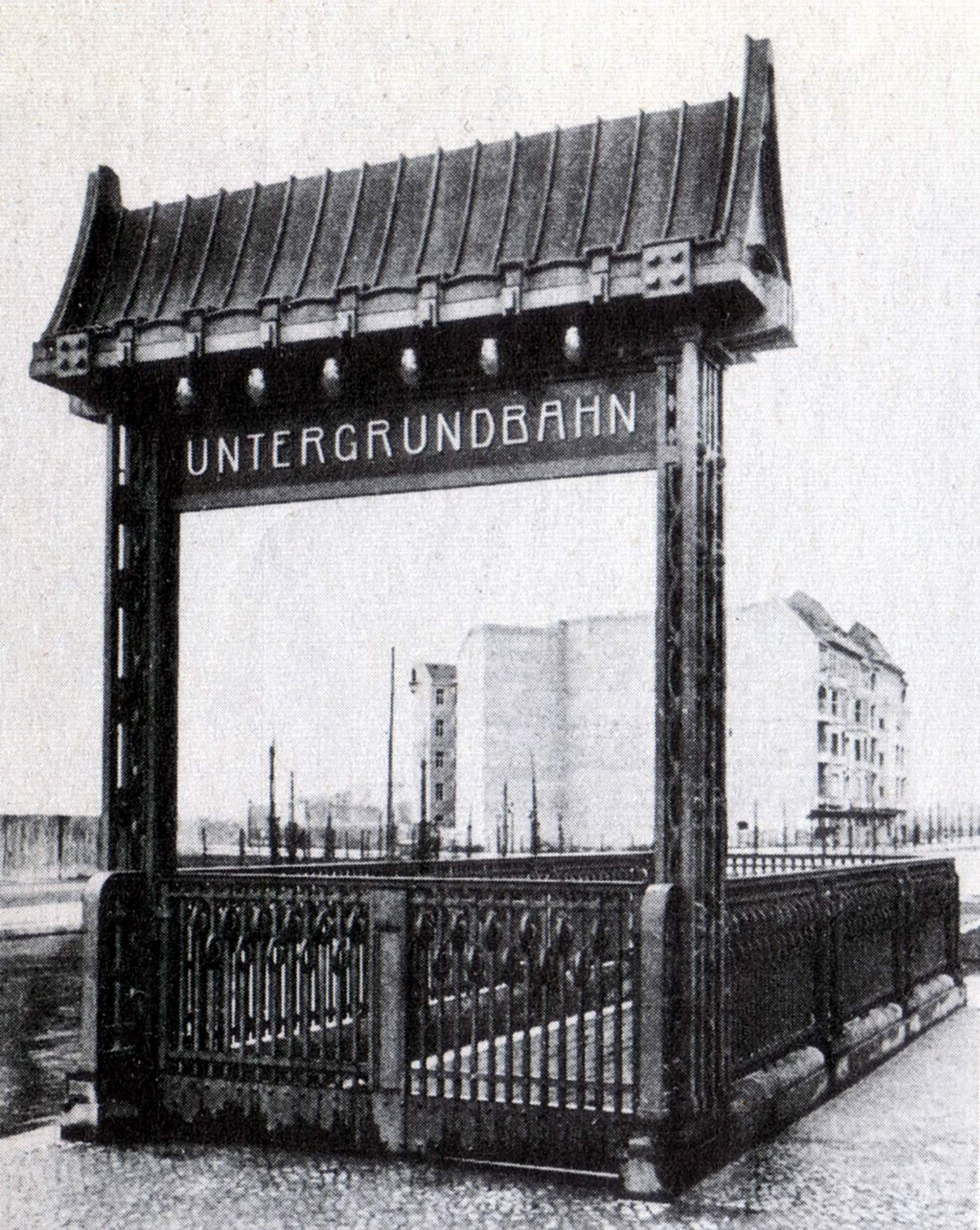
Bouche de métro en 1908, avant qu'elle ne soit détruite en 1938 pour les besoins de la Welthauptstadt Germania.
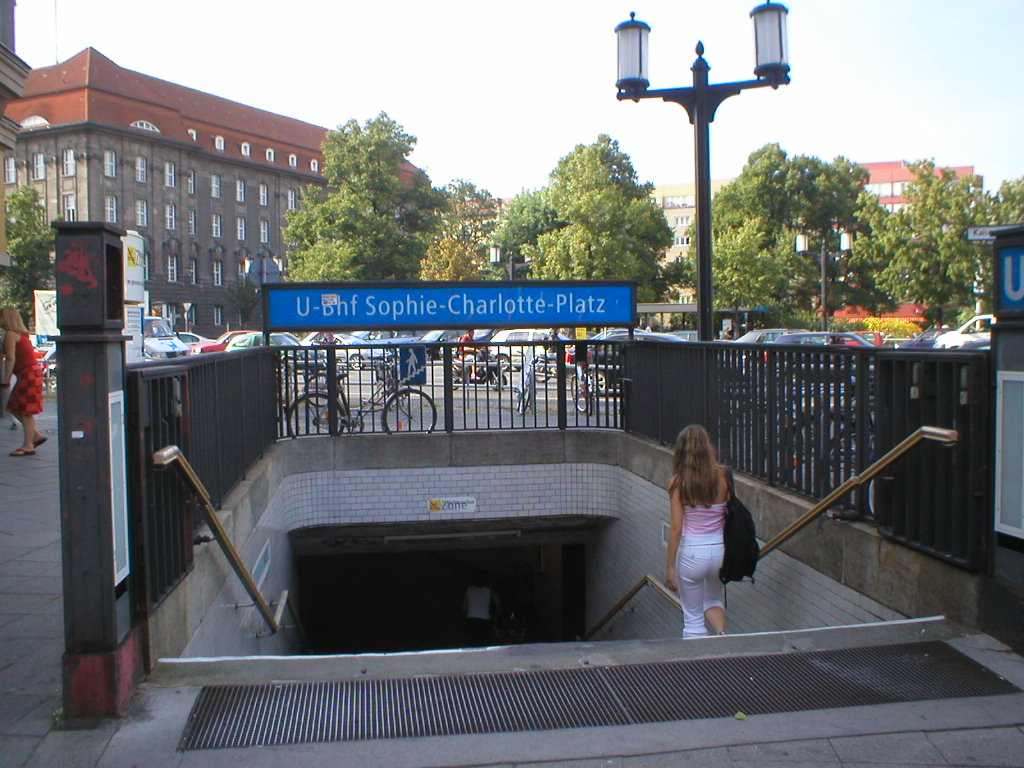
Bouche de métro au sud-est de la station en 2004.
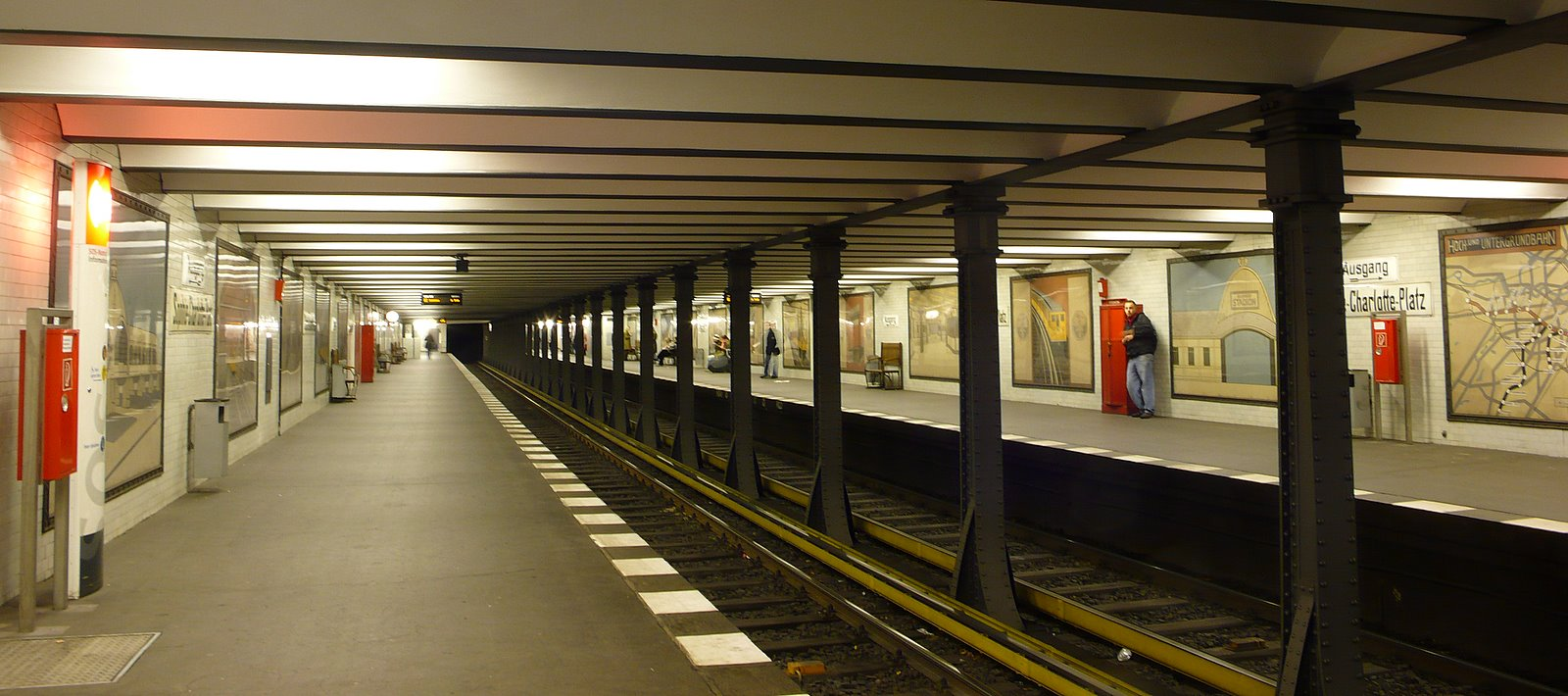
Les deux quais latéraux de la station. On peut passer de l'un à l'autre quai par un tunnel sous les voies du côté est.